# Alfta
För andra betydelser, se Alfta (olika betydelser).
Alfta är en tätort i Ovanåkers kommun och kyrkbyn i Alfta socken.

## Historia
År 4 500 f.Kr. sträckte sig en havsvik inåt landet längs med Voxnadalen. Vikens innersta del låg vid den plats där Alfta centrum ligger idag.
I kyrkbyn i Alfta har många stenåldersfynd påträffats, exempelvis en hacka av glimmerskiffer, daterad till kring 4 000 år f.Kr. I området har järnåldersbönderna främst lämnat spår i form av slagg efter älvens stränder. I trakten finns även en del gravar och gravfält. Strax nedanför Kvarnbackarna i Alfta invid älven har också en järnugn från denna tid påträffats, men denna har förstörts under senare år. I Viken, väster om Alfta, har bland annat en större myntskatt med tvåhundra arabiska silvermynt från 700-talet e.Kr. hittats samt också vikingagravar.

### Alfta under medeltiden
Alfta är ett av de första områden som blivit utmärkt på kartorna i Hälsingland. Den första källan till namnet Alfta är från år 1178 och förekommer i en berättelse om kung Sverre av Norge, som vid denna tid skulle ha blivit hindrad i sin färd av tretusen hälsingar i Alfta, en historia som finns att läsa i Sverres saga.
Namnet Alfta dyker upp som "Alpta" år 1312 och har sannolikt sitt ursprung i ett sjönamn, Alpti, som är ett äldre namn på Kyrktjärn, på vars norra sida kyrkan är uppförd. I senare tid har denna tjärn kallats Alputten, troligtvis en förvanskning av det äldre sjönamnet. I namnet Alpti ingår ett gammalt ord för "svan", det fornsvenska alpt, det vill säga "Svansjön".
Byn beräknas ha blivit kristnad under 1200-talet, varvid en mindre stenkyrka uppfördes i byn. Kyrkan byggdes ut under 1400-talet. Den dominerade näringen i socknen var då jordbruk, och boskapsskötseln utvecklades så att ett stort antal djur fanns på varje gård. Jakt och fiske bedrevs också fortfarande i stor utsträckning, eftersom djurskinnen betraktades som en viktig handelsvara.

### 1500-talet till 1800-talet
Ett flertal bränder drabbade Alfta under 1500-talet. År 1547 eldhärjades flera gårdar i centrum. År 1562 brann prästgården och sju intilliggande gårdar ner. År 1573 brann 13 gårdar i centrum. I 1562 års eldsvåda skadades även kyrktornet, som inte byggdes upp förrän en stor renovering av kyrkan ägde rum på 1760-talet, när den växande folkmängden under 1700-talet blivit för stor för den kyrka man haft sedan medeltiden. Bränder fortsatte emellertid att plåga bebyggelsen i Alfta och 1793 brann även den nyligen uppförda kyrkans torn och inredning i en häftig eldsvåda som också härjade prästgården och 17 andra gårdar i kyrkbyn. Storbranden gjorde 183 personer hemlösa och östra kyrkbyn klarade sig undan branden bättre än de andra delarna av kyrkbyn. En av de gårdar som brann ner var Ol-Anders med anor från 1500-talet och som därefter flyttades och byggdes upp med dekorerad herrstuga och idag är hälsingegården Ol-Anders kommunens besökscentrum.
Alfta har ett antal kopplingar till ålen, som bland annat kan ses på Alfta landskommuns vapen som i sin tur är taget från Alfta sockens sigill från 1750-talet. Ortsnamnet har däremot ingen etymologisk koppling till ålen, då det snarare härleds från alpt, ett fornsvenskt ord för svanen som i sin tur återfinns i Ovanåkers kommunvapen. Det förefaller varit en rik tillgång på ål i vattendragen kring Alfta med flera ålkar och 1790 sålde kronan ålfisket Storkaret i Malvik till en antal Alftabönder.

### 1800-talet och framåt
Det var under 1800-talet som Alfta kyrkby kom att bli centralorten för den omgivande bebyggelsen med växande befolkning och välstånd. Laga skifte innebar att tio av gårdarna i kyrkbyn, efter skifte år 1883, flyttades från sin ursprungliga position omkring kyrkan till exempelvis Runemo och att nya samhällen växte så småningom fram som följd av det.

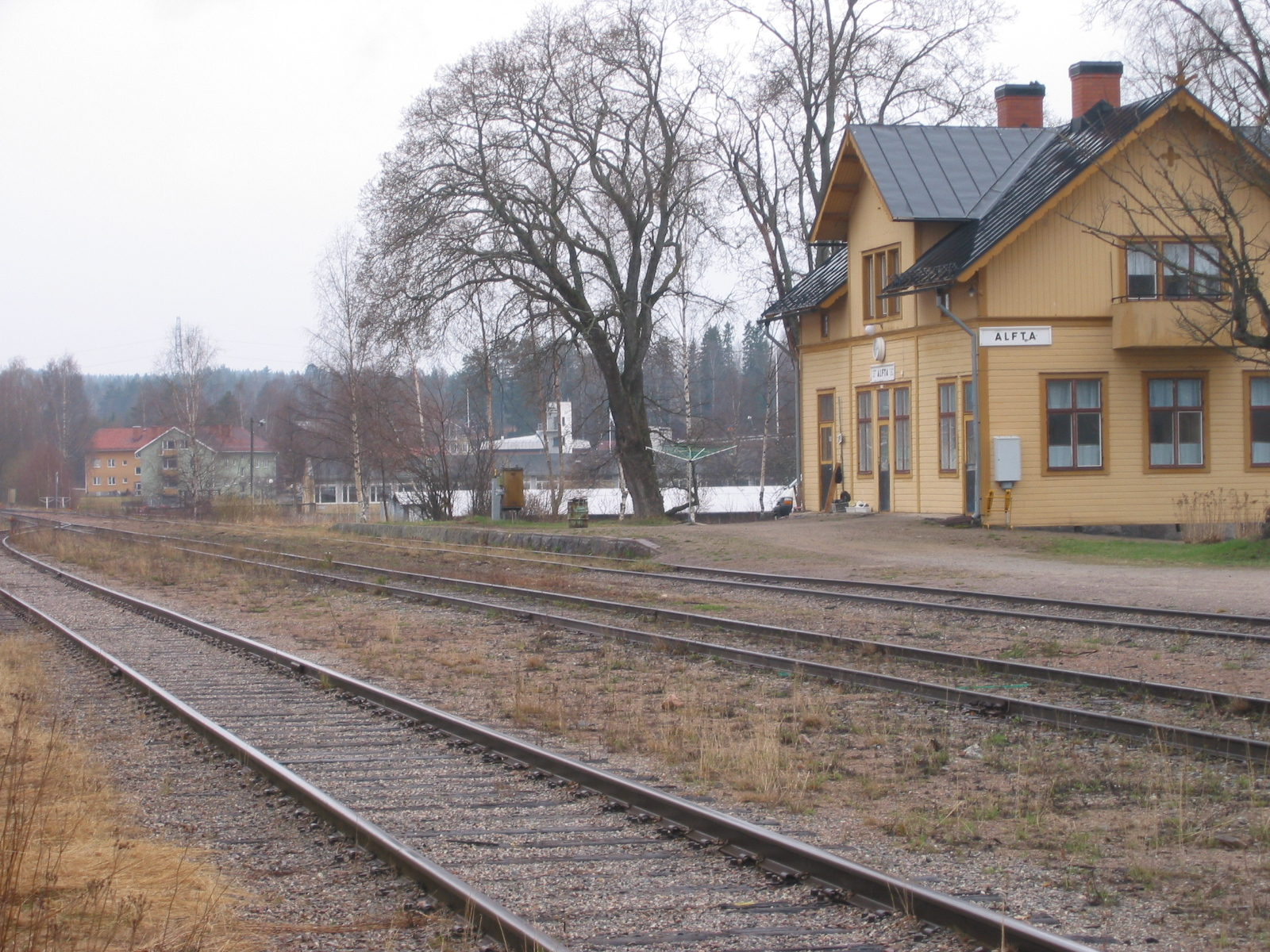
Järnvägsstationen i Alfta från slutet av 1800-talet.

Genom Alfta går sedan 1897 järnvägslinjen Bollnäs–Orsa, en numera delvis nedlagd järnväg. Banan var ursprungligen tänkt att binda samman Norra stambanan med Inlandsbanan. Från början var det en privat järnväg, Dala Helsinglands Jernväg, men den övergick så småningom i Statens Järnvägars ägo.
I början av 1900-talet grundades smedjeföretaget ÖSA i Alfta. Skogsmaskinsindustrin var en stor sysselsättning i byn fram till 90-talets början.
I samband med den nya kommunindelningen på 1970-talet kom Alfta att en kort tid att tillhöra Bollnäs kommun. Folkviljan i Alfta var mot att uppgå i Bollnäs när Alfta kommun skulle upphöra. En lokal aktionsgrupp som informellt kallades "Alftagerillan" drev frigörelsekampanjen som involverade länsstyrelsen och ett antal politiker inklusive dåvarande civilminister Svante Lundkvist. I folkomröstningen om kommuntillhörighet blev det en klar seger för att tillhöra Ovanåkers kommun, med 2755 av de 2931 rösterna för.

### Bankväsende
Den 1 juli 1899 öppnade Helsinglands enskilda bank ett kontor i Alfta. Från 1907 låg den enskilda banken i en byggnad ritad av Fredrik Falkenberg. Orten fick ett andra privatbankskontor den 1 september 1906 när Bollnäs folkbank öppnade. Senare etablerade sig även Svenska Handelsbanken i Alfta. Hälsingebanken uppgick i Mälarbanken som under 1925 överlät rörelsen i Alfta till Svenska Handelsbanken. Folkbanken uppgick i Sundsvallsbanken som fanns kvar i Alfta tills den uppgick i Nordbanken. Vidare har Alfta haft ett sparbankskontor tillhörande Gävleborgs sparbank.
Swedbank stängde sitt kontor den 31 maj 2016. År 2021 stängde även Handelsbanken, varefter Alfta kom att sakna bankkontor.

### Befolkningsutveckling
| Befolkningsutvecklingen i Alfta 1950–2020 | Befolkningsutvecklingen i Alfta 1950–2020 | Befolkningsutvecklingen i Alfta 1950–2020 | Befolkningsutvecklingen i Alfta 1950–2020 | Befolkningsutvecklingen i Alfta 1950–2020 |
| ----------------------------------------- | ----------------------------------------- | ----------------------------------------- | ----------------------------------------- | ----------------------------------------- |
|                                           |                                           |                                           |                                           |                                           |
| År                                        |                                           |                                           | Folkmängd                                 | Areal (ha)                                |
| 1950                                      | 1950                                      |                                           | 922                                       |                                           |
| 1960                                      | 1960                                      |                                           | 1 323                                     |                                           |
| 1965                                      | 1965                                      |                                           | 1 622                                     |                                           |
| 1970                                      | 1970                                      |                                           | 2 220                                     |                                           |
| 1975                                      | 1975                                      |                                           | 2 568                                     |                                           |
| 1980                                      | 1980                                      |                                           | 2 544                                     |                                           |
| 1990                                      | 1990                                      |                                           | 2 629                                     | 326                                       |
| 1995                                      | 1995                                      |                                           | 2 459                                     | 337                                       |
| 2000                                      | 2000                                      |                                           | 2 281                                     | 336                                       |
| 2005                                      | 2005                                      |                                           | 2 185                                     | 336                                       |
| 2010                                      | 2010                                      |                                           | 2 155                                     | 343                                       |
| 2015                                      | 2015                                      |                                           | 2 348                                     | 384                                       |
| 2020                                      | 2020                                      |                                           | 2 465                                     | 431                                       |
| Anm.: sammanvuxen med Storsveden 2015     |                                           |                                           |                                           |                                           |

## Kultur

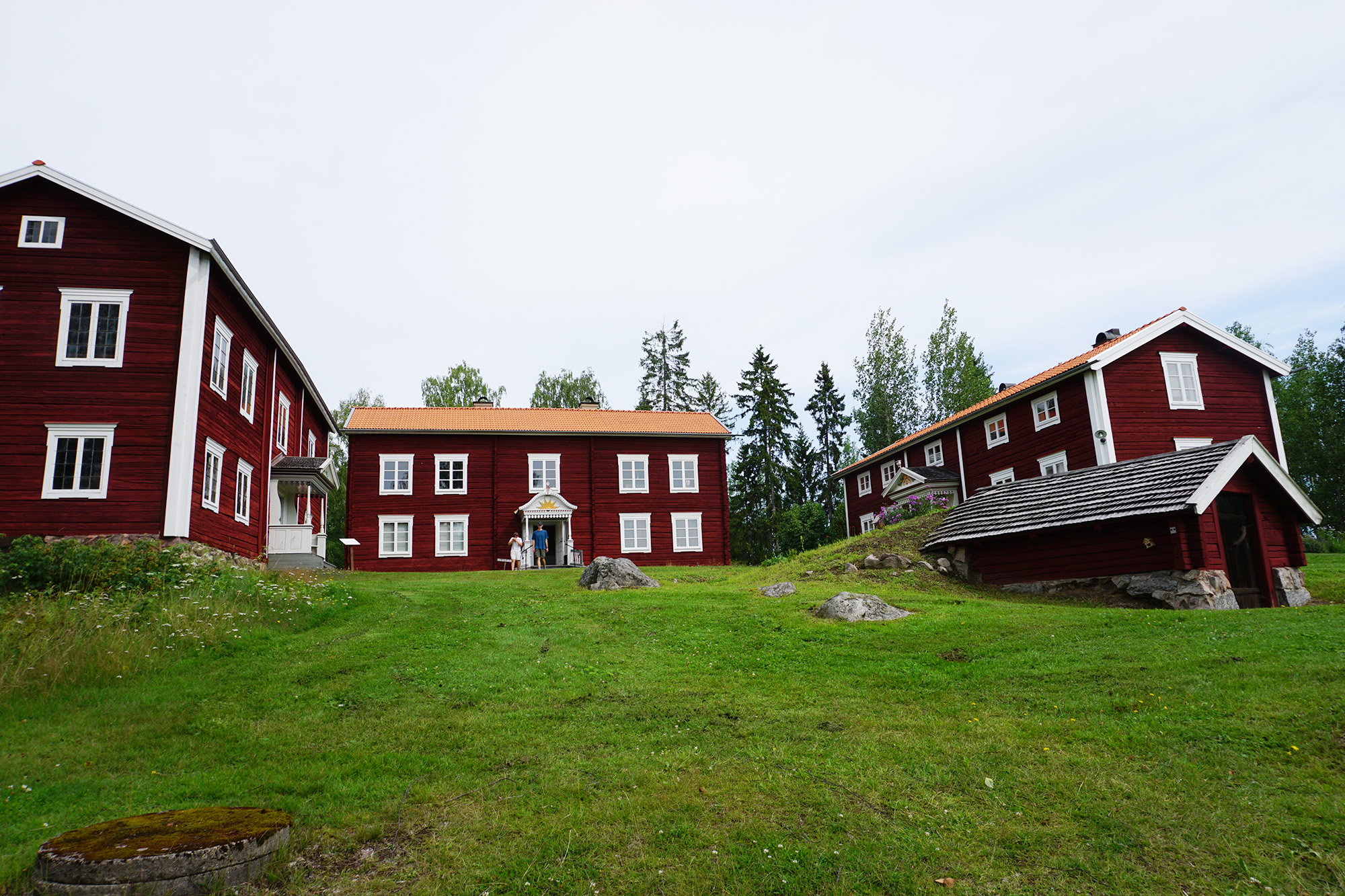
Hälsingegården Ol-Anders Alfta

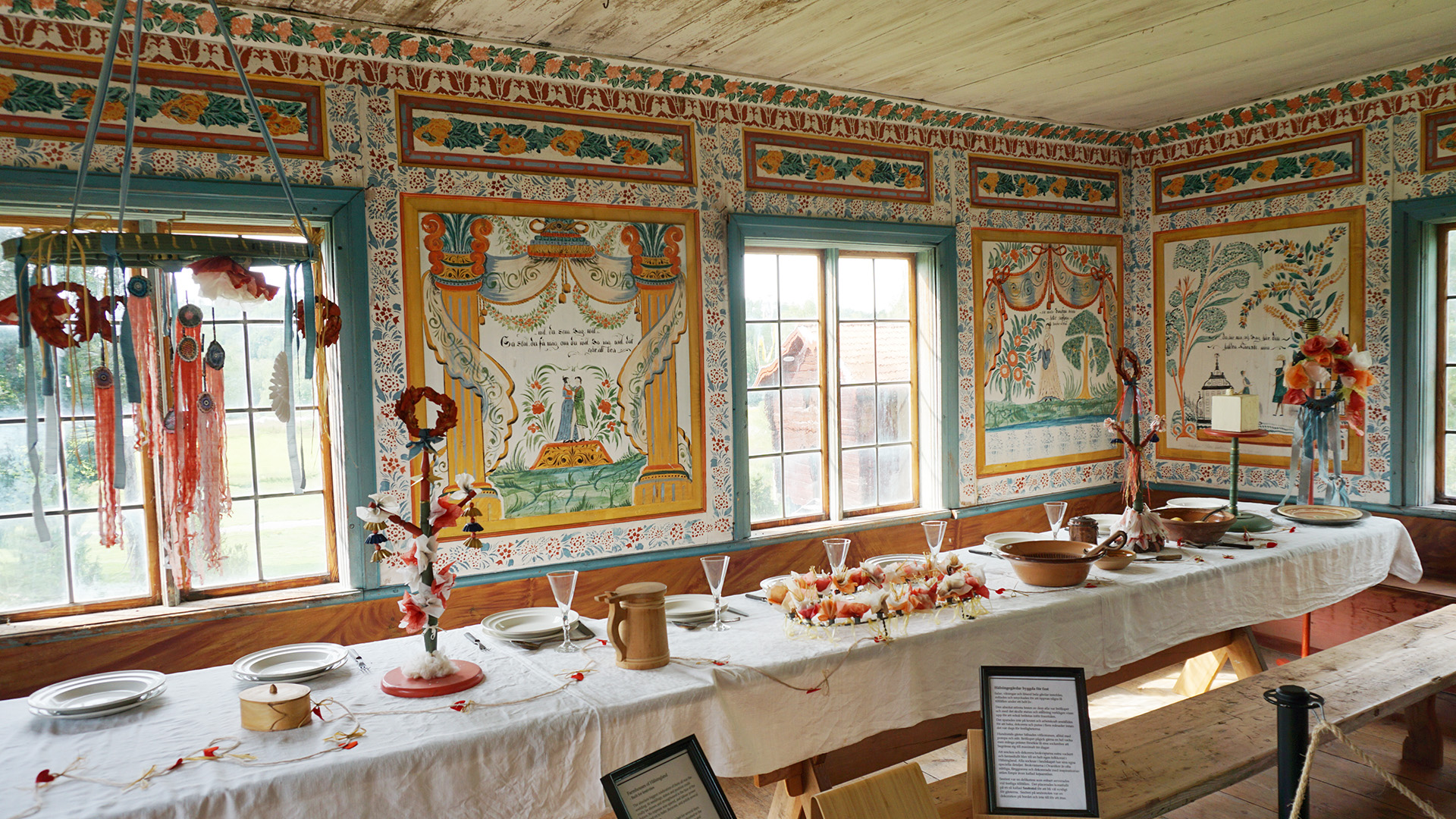
Festsalen dukad i Ol-Andersgården, Alfta

Hälsingegården Ol-Anders är Alftas besökscentrum. Gården med anor från 1500-talet var en av de 17 gårdar som brann ner vid storbranden 1793. Därefter flyttades den och byggdes upp med dekorerad herrstuga. Besökscentret har även ett utvandrarmuseum med arkiv som ställer ut historien om Ersk-jansarnas inflytande över den utvandring som skedde från Alfta under mitten av 1800-talet. En av Alfta-borna som utvandrade var Peter Wickblom  och den röstinspelning som gjordes med honom 1904 är den äldsta kända, ännu bevarade inspelade svenska rösten. 
Ol-Anders utgör starten på den 28 kilometer långa turistleden Stora Hälsingegårdars väg längs vilken en stor del av traktens större bevarade hälsingegårdar ligger, såsom världsarvsgårdarna Jon-Lars och Pallars i Långhed.
Hembygdsgården i Alfta heter Löka och ligger i Gundbo strax utanför Alfta centrum. Alfta kyrka är Ovanåkers kommuns största kyrka. 

### Evenemang
Alfta stoltserar med att varje år arrangera världens största surströmmingsskiva i Alfta ishall som brukar samla omkring 1200 personer och startade i slutet på 1970-talet. Stormässan är ett annat årligt festarrangemang i den lokala folkparken, Forsparken, som vanligen hålls en lördag i augusti månad. Söndagen efter Stormässan hålls traditionsenligt Alfta karnevalståg. Karnevalen går genom Alfta centrum och avslutas i Forsparken med prisutdelning och underhållning. I samband med detta släpps den lokala kulturtidningen Alfta-ålen. Centrumföreningen arrangerar årligen Ålyra och Alfta marknad är ett annat evenemang som lockar besökare. 

### Kända personer
Från Alfta kommer skådespelerskan Hillevi Rombin som var Fröken Sverige och Miss Universum 1955. Skådespelerskan Emy Storm spelade bland annat Emils mamma Alma i filmerna om Emil i Lönneberga. Från Alfta kommer även musikerna Per Persson från Perssons pack och Anders Broman, basist i Bloodbound och gitarrist i Kjell Kritik. 

## Idrott
Alfta har ishockeyhall och simhall, sporthall, tennishall, Byaspex samt golfbana med nio hål. På orten finns bland annat innebandyklubben Alfta IBK, handbollsklubben Alfta GIF Handboll och ishockeyklubben Alfta GIF Hockey. Samt orienteringsklubben Alfta-Ösa OK.

## Alfta i litteraturen
- Häxor och kärlek – oskyldigt dömd av Erik Olof Wiklund, roman, 2010.
- Breven till Kristina – en förbjuden kärlek av Erik Olof Wiklund, roman, 2008.
- En nubbe och pizza i Alfta av Francesco Saverio Alonzo, roman, 2010.
- Alfta förr och nu 1–4 utgiven av Alfta kommun, faktaböcker, 1961–1973.
- En smedjas förvandling – ÖSAs historia av Martin Östberg, faktabok, 1990.